# Luàna Bajrami

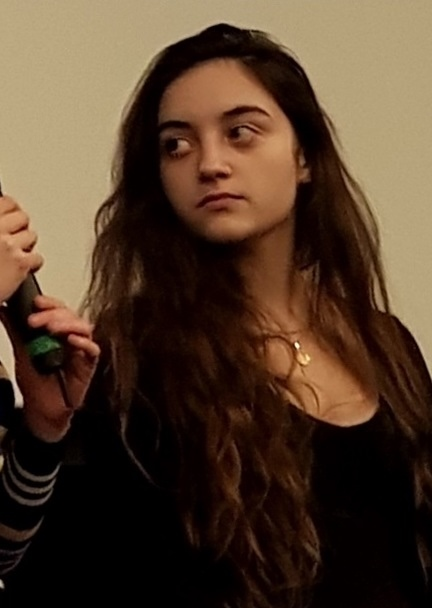
Luàna Bajrami 2018

Luàna Bajrami (* 14. März 2001 im Kosovo) ist eine Filmschauspielerin, die in Frankreich lebt und arbeitet.

## Leben
Bajrami wurde als Tochter einer Beamtin und eines Küchenchefs im Kosovo geboren. Als Bajrami sieben Jahre alt war, zog sie mit ihren Eltern nach Frankreich; die Familie lebt in Val-de-Marne.
Bereits im Alter von zehn Jahren stand Bajrami erstmals vor der Kamera und spielte an der Seite von Miou-Miou im Fernsehfilm Le choix d’Adèle von Olivier Guignard. Es folgte eine Theaterausbildung am Conservatoire de Limeil-Brévannes und das Baccalauréat, das sie ein Jahr früher als üblich ablegte.
Bajrami übernahm Rollen in verschiedenen Kurzfilmen. In L’heure de la sortie von Sébastien Marnier war Bajrami 2018 erstmals in einem Kinofilm zu sehen, bevor sie 2019 in Porträt einer jungen Frau in Flammen von Céline Sciamma eine Nebenrolle übernahm: Für ihre Darstellung der Hausdienerin Sophie erhielt Bajrami 2020 eine César-Nominierung als Beste Nachwuchsdarstellerin. Beim Film La colline où rugissent les lionnes (2021) führte sie erstmals auch Regie. Der Film spielt in jenem kosovarischen Dorf, in dem Bajrami bis zum Alter von sieben Jahren aufgewachsen ist.

## Filmografie
- 2011: Le choix d’Adèle (TV)
- 2014: 14 Million Screams (Kurzfilm)
- 2016: Marion, 13 ans pour toujours (TV)
- 2017: Deux égarés sont morts (Kurzfilm)
- 2018: L’heure de la sortie
- 2018: Aux animaux la guerre (TV-Serie, zwei Folgen)
- 2018: Après la nuit (Kurzfilm)
- 2019: Sous la peau (TV-Mehrteiler, eine Folge)
- 2019: Porträt einer jungen Frau in Flammen (Portrait de la jeune fille en feu)
- 2019: Die Familienfeier (Fête de famille)
- 2020: Ibrahim
- 2020: Der doppelte Alfred (Les 2 Alfred)
- 2021: Das Ereignis (L’événement)
- 2021: La colline où rugissent les lionnes
- 2022: Selon la police
- 2022: Final Cut of the Dead (Coupez!)
- 2022: The Land Within
- 2023: A Difficult Year (Une année difficile)
- 2025: Vie privée

## Auszeichnungen
- 2020: César-Nominierung, Beste Nachwuchsdarstellerin, für Porträt einer jungen Frau in Flammen
- 2021: Internationales Filmfestival von Stockholm, Auszeichnung für den Besten Debütfilm für The Hill Where Lionesses Roar
- 2021: Internationales Filmfestival von Stockholm, Auszeichnung für das Beste Drehbuch für The Hill Where Lionesses Roar[4]